# Kruševo (Olovo)
Pour les articles homonymes, voir Kruševo (homonymie).
Kruševo (en cyrillique : Крушево) est un village de Bosnie-Herzégovine. Il est situé dans la municipalité d'Olovo, dans le canton de Zenica-Doboj et dans la fédération de Bosnie-et-Herzégovine. Selon les premiers résultats du recensement bosnien de 2013, il compte 176 habitants.

## Géographie
Le village est situé au bord de la rivière Bioštica.

## Démographie

### Évolution historique de la population
| 1948 | 1953 | 1961 | 1971 | 1981 | 1991 | 2013 |
| ---- | ---- | ---- | ---- | ---- | ---- | ---- |
| -    | -    | 313  | 312  | 325  | 275  | 176  |

|  |